# ウィルトンの二連祭壇画
『ウィルトンの二連祭壇画』、または『ウィルトン・ディプティク』（The Wilton Diptych）は、1395年〜1399年頃に作られた、持ち運びできる小さな二連祭壇画である。イギリスでこうした中世後期の宗教画が残っているのは非常に稀である。絵は、聖母子の前で跪くイングランド王リチャード2世を描いていて、国際ゴシック様式（考えようによってはイギリス美術）の好例と見なされている。ナショナル・コレクションの一つで、現在、ロンドンのナショナル・ギャラリーに所蔵されている。

## 作りと絵の内容
絵はバルト産オーク材の2つの板に描かれ、同じ材料の枠の中に収められている。板は2つの蝶番で接続され、本のように畳めるように出来ている。畳んだ時、外側に見えるのは——一方は、金色の野と真っ黒な地面を背景にした、金色の鎖で繋がれ・金色の冠を戴いた牡鹿が描かれ、もう一方には、エドワード懺悔王を連想させる紋章 らしきもの が、イングランドの紋章盾と一緒に串刺しにされている絵が描かれている。紋章 らしきもの としたのは、エドワードが生きていた11世紀にはまだ紋章は考案されていなかったからで、この絵が描かれた時代、つまりリチャード2世の時代になって、具体的に1395年から使われだしていた。
開いた時に現れる（つまり畳んだ時は内側になる）2枚の絵は、象徴性と人物のポーズから、2枚で1組の絵になっている。向かって左側の絵には、跪座しているリチャード2世が描かれていて、そのかたわらに3人の聖者、すなわち、洗礼者ヨハネ、エドワード懺悔王、そしてエドマンド殉教王 (Edmund the Martyr) が立っている。一方、向かって右側には、幼子イエスを腕に抱いた聖母マリアが、11人の天使たちに囲まれている絵が描かれている。聖母子の背景は金色で、地面には繊細な色の花々が咲いている。
絵は卵テンペラの技法で描かれ、背景と多くのディテールには金箔が散りばめられている。また、場所によっては、装飾のクオリティを高める目的で
金メッキを施された工具が使われている。聖母子たちの服の「青」には、半貴石のラピスラズリを原料とする顔料が使われている。また、リチャード2世のローブの赤にも、やはり高級顔料のバーミリオンが使われている。
それにしても、リチャード2世と聖母子の絵は、主題としては一貫しているが、雰囲気はかなり異なる。リチャード2世と3人の聖者たち（リチャード2世が尊敬していた人物と言われている）は、着ている服の色や織地はきらびやかなのに、その顔つきはいたって無表情である。それに対して、聖母子と天使たちは生き生きとしている。それにしても青の鮮やかさは、この絵に高い品質を与えている。青は天上界の象徴であり、足下に咲く花々は楽園の象徴である。天使たちの翼の強い色調コントラストは、背景から聖母子を守っているように見える。

## 作者
ウィルトンの二連祭壇画は、リチャード2世の統治する最後の5年間に作られたものである。作者に関しては、国際ゴシック様式はヨーロッパ中にまたがる様式だったことから、その国籍すら特定することは難しい。イギリス人、フランス人、イタリア人と言われる一方で、中にはボヘミア人だという美術史家もいる。リチャード2世の最初の妃アン・オブ・ボヘミアが自分の国から連れて来た画家だろう、というのである。絵の洗練され具合から、北フランスの画家ではないかという研究者も多い。なるほどそう言われてみると、ランブール兄弟 Limbourg brothers の兄ポルが描いた写本と似ていなくもない。

## 歴史
この絵のことが最初に記録に現れたのは1649年のチャールズ1世の美術収集品目録であった。それからペンブローク伯のものになり、ウィルトン・ハウス Wilton House に保管され、そこからウィルトンの二連祭壇画という名前がついた。ナショナル・ギャラリーが購入したのは1929年のことである。
ところでどうしてイギリスでこういった昔の宗教画が残存しえなかったというと、チャールズ1世の処刑に続いて起こった、清教徒革命時の偶像破壊のためである。

## 参照
1. ↑  Richard II's Treasure
2. ↑  Wilton Diptych, Guardian unlimited